# Archieparquía de Beirut y Jbeil
La archieparquía de Beirut y Jbeil o de Beirut y Biblos (en latín: Archieparchia Berytensis et Gibailensis graecorum melkitarum y en árabe: شية بيروت وجبيل وتوابعها‎) es una circunscripción eclesiástica de la Iglesia católica en Líbano. Se trata de una archieparquía greco-católica melquita, sede metropolitana de la provincia eclesiástica de Beirut y Jbeil. Desde el 24 de noviembre de 2018 su archieparca es Georges Bacouni.

## Territorio y organización

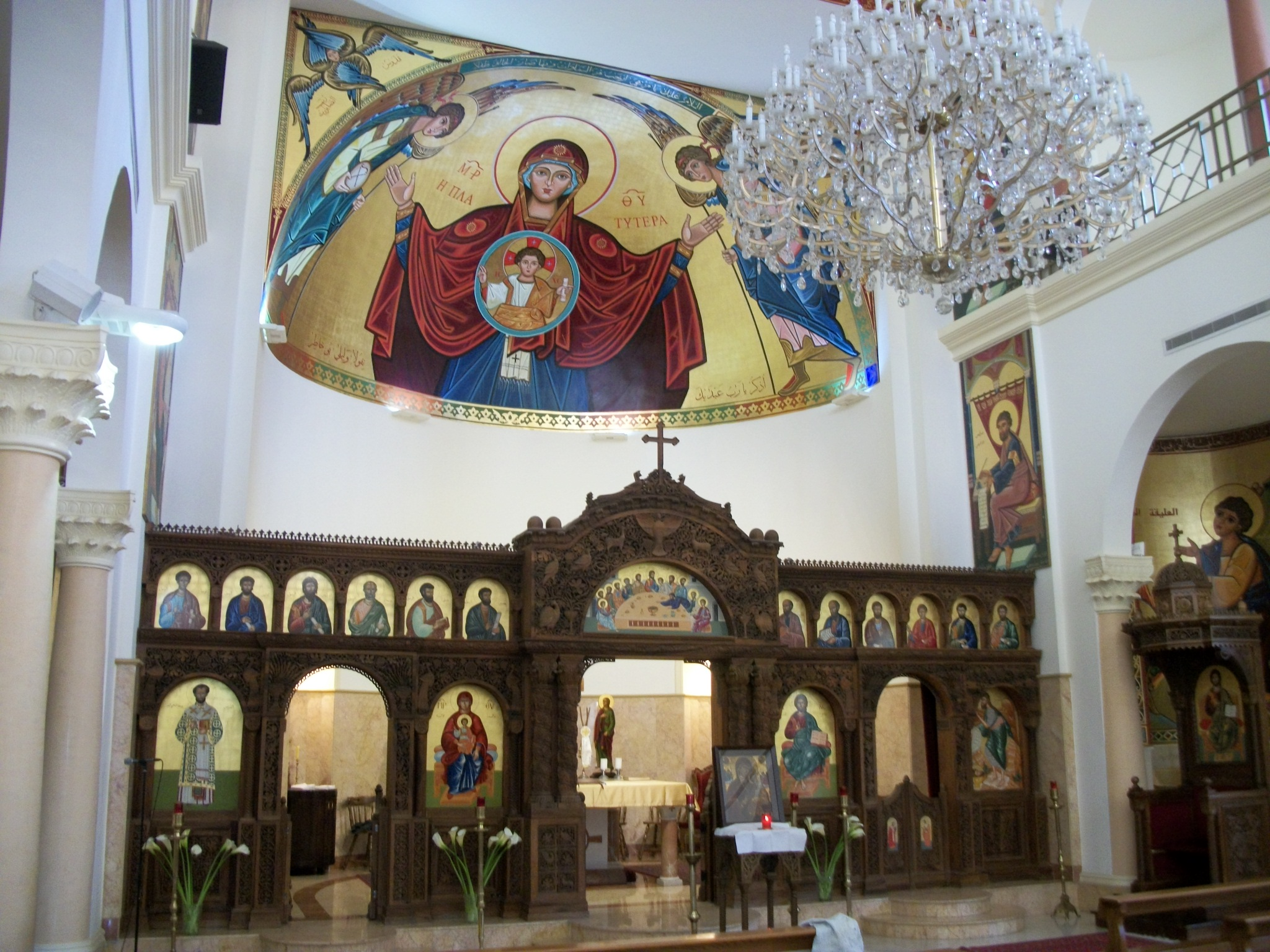
Interior de la catedral

La archieparquía extiende su jurisdicción sobre los fieles de rito bizantino melquita residentes en la ciudad de Beirut, y en la gobernación del Monte Líbano en los distritos de: Jbeil, Metn, Keserwan, Baabda, Aley, y la parte al norte del río Damour del distrito de Chouf. Sus límites son: el distrito de Batroun en el norte, la cresta de la cadena del monte Líbano en el este, el río Damour en el sur y el mar Mediterráneo en el oeste.
La sede de la archieparquía se encuentra en la ciudad de Beirut, en donde se halla la Catedral de San Elías.
La archieparquía no tiene sufragáneas.
En 2020 en la archieparquía existían 93 parroquias.

## Historia

### Sede de Jbeil
Jbeil corresponde a la antigua diócesis bizantina de Biblos, cuyos obispos están documentados desde el siglo IV hasta mediados del siglo VI. Después de eso, no se sabe nada más sobre este sitio antiguo. Lequien atribuye siete obispos a Biblos. Según la tradición griega y latina, el primer obispo de Biblos habría sido ese Juan, llamado Marcos, mencionado en los Hechos de los Apóstoles (Hechos 15, 37-40), que hoy se identifica con Marcos el Evangelista, pero que fue recordado en el antigo martirologio romano a partir del 27 de septiembre. El mismo martirologio conmemoraba a santa Aquilina el 13 de junio, quien sufrió el martirio en la época del emperador Diocleciano. El menologio griego recuerda que el santo fue bautizado por el obispo Eutalio de Biblos. Basilides participó en el primer concilio ecuménico de Constantinopla en 381. Beneto fue testigo del sínodo de Antioquía en 445 que juzgó el trabajo de Atanasio de Perre. Aquilino participó en el llamado Latrocinio de Éfeso de 449. Rufinus intervino en el Concilio de Calcedonia en 451. Finalmente, Teodosio estuvo entre los padres del segundo concilio de Constantinopla en 553.
En época de las cruzadas, la ciudad, conocida como Gibel (Giblet) o Zibelet, fue conquistada por los europeos, quienes fundaron allí una diócesis de rito latino, atestiguada desde mediados del siglo XII hasta finales del siglo siguiente.
Del siglo X al XVIII no hay noticias de una diócesis de rito bizantino en Jbeil, cuyo territorio estuviera incluido en el de la eparquía de Beirut. En 1724 el patriarcado de Antioquía se dividió en dos ramas, la ortodoxa griega y la católica griega (o melquita). Se celebraron varios sínodos en el patriarcado católico entre 1724 y 1790, y en ninguna ocasión de las actas sinodales aparece que haya una eparquía católica en Jbeil. En el sínodo melquita de 1790 se redefinió el número de diócesis del patriarcado, entre las que no estaba la de Jbeil.
Sin embargo, algunos documentos mencionan para este período un obispo de esta sede, Demetrios Kioumgi, consagrado en 1759 y muerto en julio de 1779. Otro obispo, Clement Tabib, fue consagrado en enero de 1789 y murió quizás en 1802 ; ciertamente no estuvo presente en el sínodo patriarcal de 1806 . Probablemente estos obispos nunca tomaron posesión de su asiento y no tenían una jurisdicción real sobre el territorio de Jbeil.
De hecho, cada intento de restaurar la sede de Jbeil siempre encontró la enérgica oposición del obispo de Beirut Ignatius Sarrouf. En 1798 el patriarca Agapio III Matar propuso restaurar la eparquía y nombró a Clemente Badra. Sarrouf se negó a aceptar esta erección y apeló a la Santa Sede. La Congregación de Propaganda Fide confirmó la erección de la diócesis de Jbeil, pero con la estipulación de que a la muerte de Clement Badra el territorio volvería a Beirut. Por otro lado, los intentos de nombrar al obispo Hanna Ajjoury para la sede de Jbeil a principios del siglo XIX fracasaron.
Con la elección de Agapios Riashi a la sede de Beirut en 1828, la situación jurídica quedó definitivamente resuelta. De hecho, el nuevo obispo fue reconocido con el doble título de metropolitano de Beirut y de Gibail. El mismo Riashi suscribió explícitamente con este título las actas del sínodo patriarcal de 1831, así como de los posteriores. Un intento del patriarca Máximo III Mazloum de independizar la sede de Jbeil fracasó debido a la oposición de Riashi, quien apeló a la Santa Sede.
La crisis surgida en el patriarcado tras la muerte de Riashi fue resuelta por el papa León XIII en 1881 con el nombramiento de Meletios Fakak. En la bula de nombramiento se hace mención explícita del doble título Berytensis et Gibailensis, que supuso una confirmación oficial y definitiva de la unión de las dos sedes.

### Sede de Beirut
La diócesis de Berito (la actual Beirut) data de tiempos apostólicos y se atribuye su fundación al apóstol Judas Tadeo. Inicialmente sufragánea de la arquidiócesis de Tiro, pasó a ser metrópolis durante el Concilio de Calcedonia en 451. Pertenecía a la provincia romana de Fenicia Primera en la diócesis civil del Oriente, en el patriarcado de Antioquía. No se sabe nada sobre los orígenes del cristianismo en Beirut. No es creíble la afirmación del pseudo-Doroteo de Tiro, que afirma que el primer obispo de Berito habría sido Quarto, un cristiano de Corinto que se menciona en la Epístola a los romanos (16:23). Originario de Beirut fue el mártir Pamfilio, quien murió en Cesarea Marítima en 309 y fue maestro del historiador y obispo Eusebio de Cesarea.
El primer obispo conocido es Eusebio de Nicomedia, quien (algo raro en el siglo IV) fue transferido a la sede de Nicomedia alrededor de 324. Fue sucedido por Gregorio, presente en el Concilio de Nicea I en 325. El supuesto milagro del ícono del Salvador se remonta a esta época, una leyenda según la cual un ícono de Jesús, atravesado con la lanza por un grupo de judíos, habría derramado tanta sangre y agua para sanar milagrosamente a docenas de pacientes. Se leyó una redacción del milagro en el Concilio de Nicea II (787) para demostrar la legitimidad del culto a las imágenes.
En la época del obispo Eustacio se celebró en Beirut un concilio preparatorio del Sínodo de Tiro en 448 o 449, donde se examinó el caso de Iba de Edesa, condenado por el Concilio de Éfeso y rehabilitado en el Concilio de Calcedonia en 451. Inicialmente Berito fue sufragánea de la arquidiócesis de Tiro, pero debido a la insistencia de Eustaquio, el emperador Teodosio II elevó la diócesis de Beirut al rango de sede metropolitana con seis diócesis sufragáneas: Biblos, Botri, Trípoli, Ortosia, Arca y Antarado. Pero esta decisión fue cuestionada por el metropolitano de Tiro, quien vio sus derechos violados. El Concilio de Calcedonia anuló la decisión imperial, garantizando sin embargo en Beirut el rango de arquidiócesis autocéfala sin sufragáneas, que estaba directamente sujeta al patriarca de Antioquía.
Poco se sabe sobre los cristianos de Beirut desde el siglo VI, sobre todo porque el terremoto de 555 devastó dramáticamente la ciudad, que luego fue ocupada por los árabes musulmanes en 635. Sin embargo, sabemos el nombre de otro obispo en el siglo IX, Tomás, una señal de que todavía existía una comunidad de rito griego y bizantino en ese momento. Bajo el sultán otomano Selim I en 1516 los otomanos conquistaron Beirut y Biblos, que fueron controladas por emires locales drusos durante todo el período otomano.

### Eparquía
La eparquía greco-católica nació oficialmente en 1724, después de que el patriarcado de Antioquía se dividiera en dos ramas, la greco-ortodoxa y la greco-católica (o melquita).
Sin embargo, ya en 1701, el obispo griego de Beirut, Silvestro Dahan, había enviado a Roma una profesión de fe católica, renovada al año siguiente. Esos fueron los años en que el catolicismo hizo un gran progreso entre los griegos en las ciudades de la costa libanesa, donde la presencia de los cristianos de rito bizantino estaba más arraigada, y sobre todo gracias a la obra misionera de los jesuitas y los capuchinos.
Un gran impulso a la difusión del catolicismo en Beirut y en los territorios circundantes fue la fundación de la Orden basiliana de San Juan Bautista (soarita), que al comienzo de su historia tenía la mayoría de los monasterios en el territorio beritense. Athanasios Dahan, el obispo católico de Beirut y futuro patriarca, quien fue el primero en organizar la nueva diócesis católica, pertenecía a esta orden.
Con su sucesor Basilios Jelghaf, la catedral fue construida en terrenos pertenecientes a soaritas. Una disputa entre la orden y el obispo Ignace Sarrouf sobre los bienes inmuebles de la catedral obligó a la Santa Sede a intervenir para darle la razón al obispo (1784).
El obispo Agapios Riashi fue uno de los más firmes opositores a la introducción del calendario gregoriano, dispuesto por el patriarca Maximos III Mazloum. A Riashi se debe la reconstrucción de la catedral con formas más imponentes y con ricas decoraciones interiores que incluyen un iconostasio de mármol. Esta iglesia fue demolida en el siglo XX por razones de planificación urbana.
A la muerte de Agapios Riashi en 1878, la comunidad melquita se dividió sobre la elección de su sucesor. Los soaritas, que hasta entonces habían dado a todos los obispos de Beirut y que consideraban la sede como su feudo, vivieron un momento difícil y no tenían monjes preparados para el episcopado. El patriarca Gregorios II Youssef-Sayour era damasceno y los melquitas de Beirut temían que terminara imponiendo un obispo nativo de Damasco. Al final, medió la Santa Sede, a la que habían recurrido, con el breve Occasione electionis del papa León XIII de 16 de agosto de 1881, que eligió a Meletios Fakak trasladándolo desde la sede de Zahleh y nombrándolo archieparca de Beirut y Jbeil. Fakak hizo su solemne entrada el 30 de septiembre de 1882. Mientras tanto, los habitantes se habían resignado a aceptar un damasceno y los soaritas, un obispo secular.
Con el breve antes mencionado, la Santa Sede elevó la eparquía al rango de archieparquía, uniéndola a la sede de Jbeil, ya administrada por los obispos de Beirut desde 1802 y la renombró Beirut y Jbeil. Jbeil corresponde a la antigua diócesis bizantina de Biblos, mencionada en el siglo IV. La eparquía de Biblos (Jbeil o Gibail) fue unida a Beirut en el siglo VI y fue alternativamente sede de la metrópolis hasta que fue definitivamente fusionada con Beirut en 1828. 
En 1969 el Sínodo melquita decidió trasladar el distrito de Batrún, que formaba parte de la archieparquía de Beirut y Jbeil, a la archieparquía de Trípoli de los melquitas, y su territorio quedó reducido. 
La guerra civil libanesa hizo que la curia de la archieparquía se trasladara a Zouk en 1984, y hacia el distrito de Firdaous en 1987. Los trabajos de restauración le permitieron el reasentamiento en el nuevo local, más espacioso y mejor distribuido.

## Estadísticas
Según el Anuario Pontificio 2021 la archieparquía tenía a fines de 2020 un total de 200 000 fieles bautizados.
| Año                                                                             | Población            | Población | Población      | Sacerdotes | Sacerdotes    | Sacerdotes    | Bautizados por sacerdote | Diáconos permanentes | Religiosos | Religiosos | Parroquias |
| Año                                                                             | Bautizados católicos | Total     | % de católicos | Total      | Clero secular | Clero regular | Bautizados por sacerdote | Diáconos permanentes | Varones    | Mujeres    | Parroquias |
| ------------------------------------------------------------------------------- | -------------------- | --------- | -------------- | ---------- | ------------- | ------------- | ------------------------ | -------------------- | ---------- | ---------- | ---------- |
| 1949                                                                            | 25 000               | ?         | ?              | 41         | 16            | 25            | 609                      |                      |            |            | 40         |
| 1958                                                                            | 35 000               | 500 000   | 7.0            | 50         | 23            | 27            | 700                      |                      |            |            | 44         |
| 1969                                                                            | ?                    | 80 000    | ?              | 83         | 29            | 54            | ?                        |                      | 124        | 90         | 56         |
| 1980                                                                            | 115 000              | ?         | ?              | 93         | 33            | 60            | 1236                     | 1                    | 90         |            | 63         |
| 1990                                                                            | 150 000              | ?         | ?              | 138        | 45            | 93            | 1086                     |                      | 167        | 222        | 73         |
| 1999                                                                            | 200 000              | ?         | ?              | 71         | 61            | 10            | 2816                     |                      | 132        | 293        | 78         |
| 2000                                                                            | 200 000              | ?         | ?              | 68         | 58            | 10            | 2941                     |                      | 72         | 134        | 70         |
| 2001                                                                            | 200 000              | ?         | ?              | 65         | 55            | 10            | 3076                     |                      | 70         | 178        | 73         |
| 2002                                                                            | 200 000              | ?         | ?              | 74         | 56            | 18            | 2702                     |                      | 78         | 186        | 73         |
| 2003                                                                            | 200 000              | ?         | ?              | 86         | 56            | 30            | 2325                     |                      | 79         | 183        | 114        |
| 2004                                                                            | 200 000              | ?         | ?              | 91         | 61            | 30            | 2197                     |                      | 80         | 183        | 116        |
| 2006                                                                            | 200 000              | ?         | ?              | 93         | 63            | 30            | 2150                     |                      | 71         | 190        | 139        |
| 2009                                                                            | 200 000              | ?         | ?              | 148        | 62            | 86            | 1351                     | 1                    | 120        | 149        | 121        |
| 2012                                                                            | 200 000              | ?         | ?              | 129        | 55            | 74            | 1550                     | 1                    | 118        | 178        | 121        |
| 2015                                                                            | 200 000              | ?         | ?              | 114        | 60            | 54            | 1754                     | 1                    | 83         | 179        | 83         |
| 2018                                                                            | 200 000              |           |                | 122        | 61            | 61            | 1639                     | 1                    | 110        | 183        | 91         |
| 2020                                                                            | 200 000              | ?         | ?              | 121        | 62            | 59            | 1652                     | 1                    | 105        | 181        | 93         |
| Fuente: Catholic-Hierarchy, que a su vez toma los datos del Anuario Pontificio. |                      |           |                |            |               |               |                          |                      |            |            |            |

## Episcopologio

### Obispos de la sede antigua de Beirut
- Quarto † (siglo I)
  - Eusebio † (después de 303/304-circa 324 nombrado obispo de Nicomedia) (obispo arriano)
- Gregorio † (mencionado en 325)
  - Macedonio † (mencionado en 344) (obispo arriano)
- Timoteo † (circa 381-449)
- Eustazio † (antes de 448/449-después de 451)
- Aristo †
- Juan † (474-491)
- Marino † (mencionado antes de 518)
- Talasio † (mencionado en 536 circa)
- Tomás † (mencionado en 869)

### Obispos de la sede antigua de Biblos
- San Juan Marco † (siglo I)
- Eutalio † (mencionado en 304 circa)
- Basilide † (mencionado en 381)
- Beneto † (mencionado en 445)
- Aquilino † (mencionado en 449)
- Rufino † (mencionado en 451)
- Teodosio † (mencionado en 553)

### Obispos de Jbeil
- Demetrios Kioumgi † (1759-julio de 1779 falleció)
- Clemente Tabib (Badra?) † (1789-1802 falleció)
  - Sede administrada por los obispos de Beirut (1802-1881)

### Obispos de Beirut
- Neófito † (1714-1735/1736 falleció)
- Athanasios Dahan, B.C. † (16 de enero de 1736-9 de julio de 1764 confirmado patriarca de Antioquía)
- Basilios Jelghaf, B.C. † (23 de julio de 1764[9] -1777 falleció)
- Ignace Sarrouf, B.C. † (8 de julio de 1778 consagrado-21 de febrero de 1812 elegido patriarca de Antioquía)
- Théodose Badrah, B.C. † (1814-2 de noviembre de 1822 falleció)
- Flavianos Dahan, B.C. † (26 de diciembre de 1822 consagrado-9 de julio de 1824 falleció)
  - Sede vacante (1824-1829)

### Archieparcas de Beirut y Jbeil
- Jacques Riashi, B.C. † (20 de abril de 1829[nota 1] -21 de mayo de 1878 falleció)
- Meletios Fakak † (16 de agosto de 1881-16 de julio de 1904 falleció)
- Onesimo Sawaya, B.S. † (5 de febrero de 1905-6 de abril de 1919 falleció)
- Policarpo Cattan, B.C. † (11 de febrero de 1921-14 de julio de 1933 renunció)
- Maximos Sayegh, S.M.S.P. † (30 de agosto de 1933-30 de octubre de 1947 elegido patriarca de Antioquía)
- Philippe Nabaa, S.M.S.P. † (17 de septiembre de 1948-17 de agosto de 1967 falleció)
- Grégoire Haddad † (9 de septiembre de 1968-19 de agosto de 1975 renunció)
- Habib Bacha, S.M.S.P. † (23 de agosto de 1975-23 de noviembre de 1999 falleció)
- Joseph Kallas, S.M.S.P. (15 de enero de 2000-15 de junio de 2011 retirado)
- Cyrille Salim Bustros, S.M.S.P. (15 de junio de 2011-24 de noviembre de 2018 retirado)
- Georges Bacouni, desde el 24 de noviembre de 2018